# 므락우
므락우 (i/məˈraʊuː, ˈmraʊuː/)는 미얀마 라카인주 북부에 있는 도시이다. 므락우군의 하위 지역인 므락우읍의 수도이다.
므락우는 현지 라카인(아라칸)족에게 문화적으로 중요한 곳이며, 많은 중요한 고고학 유적지가 있는 곳이다. 1430년부터 1785년까지 역사상 가장 크고 강력했던 라카인 왕국인 므락우 왕국의 수도였다.

## 지리
므락우는 칼라단강에서 동쪽으로 약 11 킬로미터 (6.8 mi) 떨어진 지류 강둑에 위치하고 있다. 이 도시는 칼라단강의 충적 평원 동쪽, 라카인 요마의 작은 노두에 위치해 있다. 따라서 주변 지역은 구릉지이지만, 늪, 맹그로브, 호수도 많이 있다.

## 기후
므락우는 라카인주 전체와 마찬가지로 해안 열대 몬순 우림 기후 (쾨펜 Am) 지역에 위치하고 있다. 이 도시는 남서 몬순으로 인해 연간 3,600 밀리미터 or 140 인치 이상의 비가 내려 미얀마에서 가장 습한 지역 중 하나이다. 몬순 시즌은 보통 5월 말에 시작하여 10월 중순까지 이어진다.
열대 지역에 위치해 있지만, 므락우는 건조한 북동 몬순 기간 동안 기온이 낮다. 10월 중순부터 3월 중순까지의 건기에는 기온이 13 °C or 55.4 °F까지 떨어질 수 있다. 이 시기는 미얀마의 관광 시즌과 겹친다.
2011년 7월 19일 강우량은 거의 24 cm (9.4 in)로, 33년 만에 가장 높은 수치였다. 2011년 7월에는 계속된 폭우로 홍수가 발생했다.
| 므락우 (1981–2010)의 기후  | 므락우 (1981–2010)의 기후 | 므락우 (1981–2010)의 기후 | 므락우 (1981–2010)의 기후 | 므락우 (1981–2010)의 기후 | 므락우 (1981–2010)의 기후 | 므락우 (1981–2010)의 기후 | 므락우 (1981–2010)의 기후 | 므락우 (1981–2010)의 기후 | 므락우 (1981–2010)의 기후 | 므락우 (1981–2010)의 기후 | 므락우 (1981–2010)의 기후 | 므락우 (1981–2010)의 기후 | 므락우 (1981–2010)의 기후 |
| 월                         | 1월                       | 2월                       | 3월                       | 4월                       | 5월                       | 6월                       | 7월                       | 8월                       | 9월                       | 10월                      | 11월                      | 12월                      | 연간                      |
| -------------------------- | ------------------------- | ------------------------- | ------------------------- | ------------------------- | ------------------------- | ------------------------- | ------------------------- | ------------------------- | ------------------------- | ------------------------- | ------------------------- | ------------------------- | ------------------------- |
| 일평균 최고 기온 °C (°F)   | 30.4 (86.7)               | 32.7 (90.9)               | 35.2 (95.4)               | 36.0 (96.8)               | 34.7 (94.5)               | 31.0 (87.8)               | 30.0 (86.0)               | 30.4 (86.7)               | 31.9 (89.4)               | 33.1 (91.6)               | 32.1 (89.8)               | 30.3 (86.5)               | 32.3 (90.1)               |
| 일평균 최저 기온 °C (°F)   | 12.1 (53.8)               | 13.9 (57.0)               | 18.3 (64.9)               | 22.8 (73.0)               | 24.0 (75.2)               | 24.2 (75.6)               | 23.9 (75.0)               | 23.8 (74.8)               | 24.2 (75.6)               | 23.2 (73.8)               | 19.8 (67.6)               | 14.9 (58.8)               | 20.4 (68.7)               |
| 평균 강우량 mm (인치)      | 4.6 (0.18)                | 8.1 (0.32)                | 14.2 (0.56)               | 52.3 (2.06)               | 286.1 (11.26)             | 876.4 (34.50)             | 1,002.5 (39.47)           | 788.2 (31.03)             | 355.3 (13.99)             | 187.1 (7.37)              | 57.9 (2.28)               | 10.7 (0.42)               | 3,643.4 (143.44)          |
| 출처: 노르웨이 기상 연구소 |                           |                           |                           |                           |                           |                           |                           |                           |                           |                           |                           |                           |                           |

## 어원
일부 라카인 학자들은 므락우라는 이름이 고대 아라칸어로 '첫 번째 업적'을 의미한다고 주장한다. 이는 10세기 중반 표족의 침략을 므로 왕자 파이 푸루가 격파한 이야기에 근거한다. 이 도시는 표족 침략자들이 격파된 지역 근처에 위치한다고 한다. 왕자는 사랑 스캔들로 인해 아버지 살해를 저지른 삼촌으로부터 웨이탈리 왕위를 주장했다. 이 전투는 왕자의 첫 번째 업적으로 여겨졌고, 따라서 '첫 번째 업적'이라는 이름이 그 장소와 연관되었다.

### 신화
기각된 신화는 므락우가 건설될 지역에 외로운 암컷 원숭이가 살았다는 것이다. 그녀는 공작을 만났고, 나중에 둘은 함께 살았다. 암컷 원숭이는 공작과 잉태했고, 알을 낳았다. 알에서 인간 아들이 태어났고, 그는 자라서 강력한 왕자가 되었다. 왕자는 나중에 정글 근처에 도시를 건설했고, 자신의 탄생 이야기를 존중하여 그 도시를 "원숭이 알"이라는 의미의 묘욱-우라고 불렀다.

## 역사

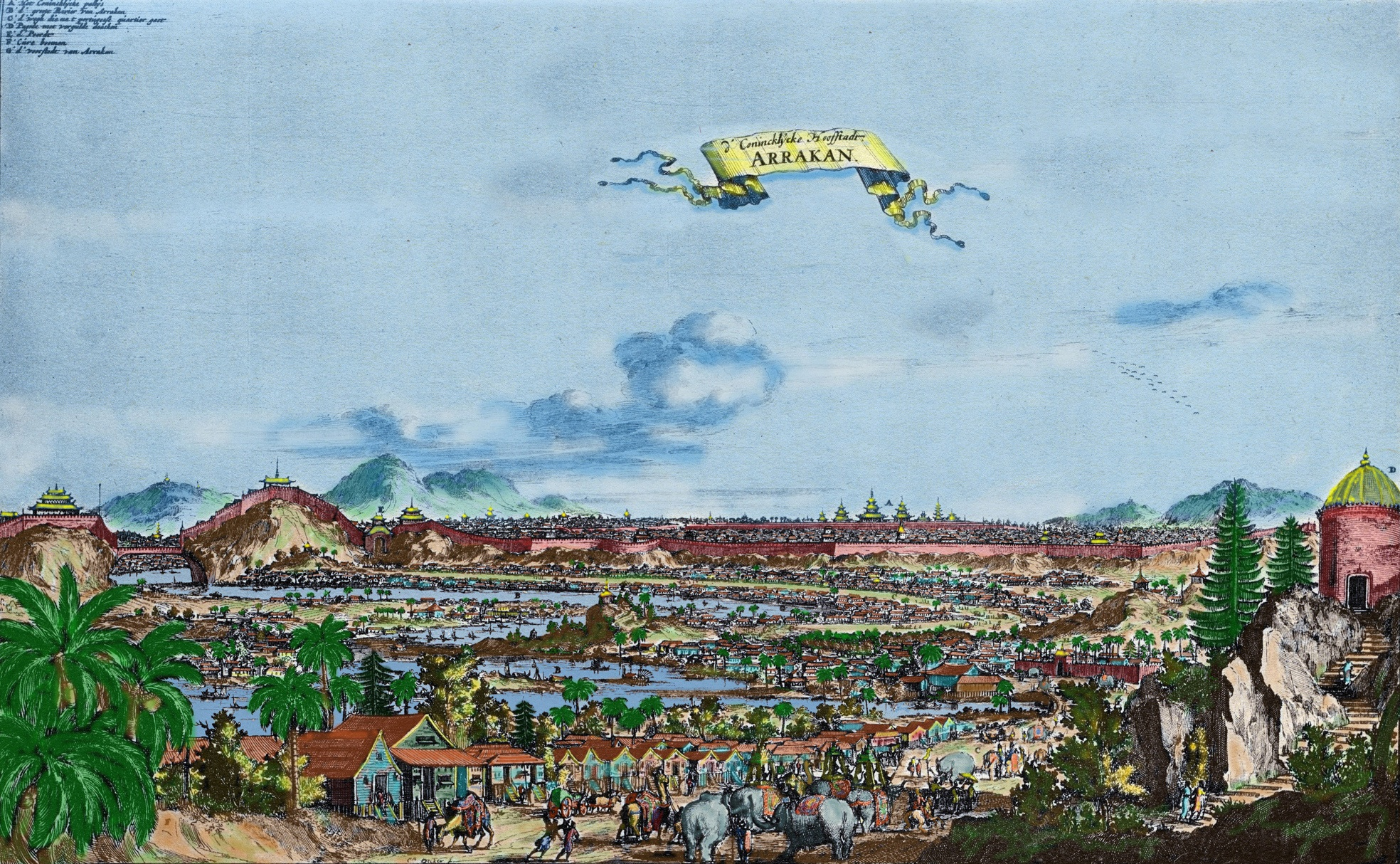
므락우, 또는 아라칸 (아라칸의 도시), 첫 번째 평면은 포르투갈인 정착지인 다잉리펫이다. Wouter Schouten: Oost-Indische Voyagie, t.o. p. 148. 1676

1430년, 민 소 몬 왕은 므락우를 마지막 통일된 아라칸 왕국의 수도로 세웠다. 이 도시는 17세기 초에 16만 명의 규모에 도달했다. 므락우는 1784년 버마 꼰바웅 왕조에 의해 왕국이 정복될 때까지 므락우 왕국과 49명의 왕의 수도 역할을 했다.
므락우는 초기(1430–1530), 중기(1531–1638), 말기(1638–1784)의 세 시기로 나뉜다. 므락우의 아라칸 고대 유물은 불교가 정착된 곳에 대한 합리적인 증거를 제공하는 것으로 보인다. 므락우의 황금기인 16세기와 17세기는 튜더 왕조, 무굴 제국, 아유타야 왕조, 미얀마의 아바(인와), 타웅구, 한타와디 왕조의 시대와 동시대였다. 므락우는 30km 길이의 요새와 복잡한 해자와 운하망으로 요새화된 국제적인 도시였다. 도시 중심부에는 아시아의 아크로폴리스처럼 주변 지역 위에 높이 솟아 있는 왕궁이 있었다. 운하와 개울로 형성된 수로는 베네치아와 뚜렷하게 닮았다는 명성을 얻었다.

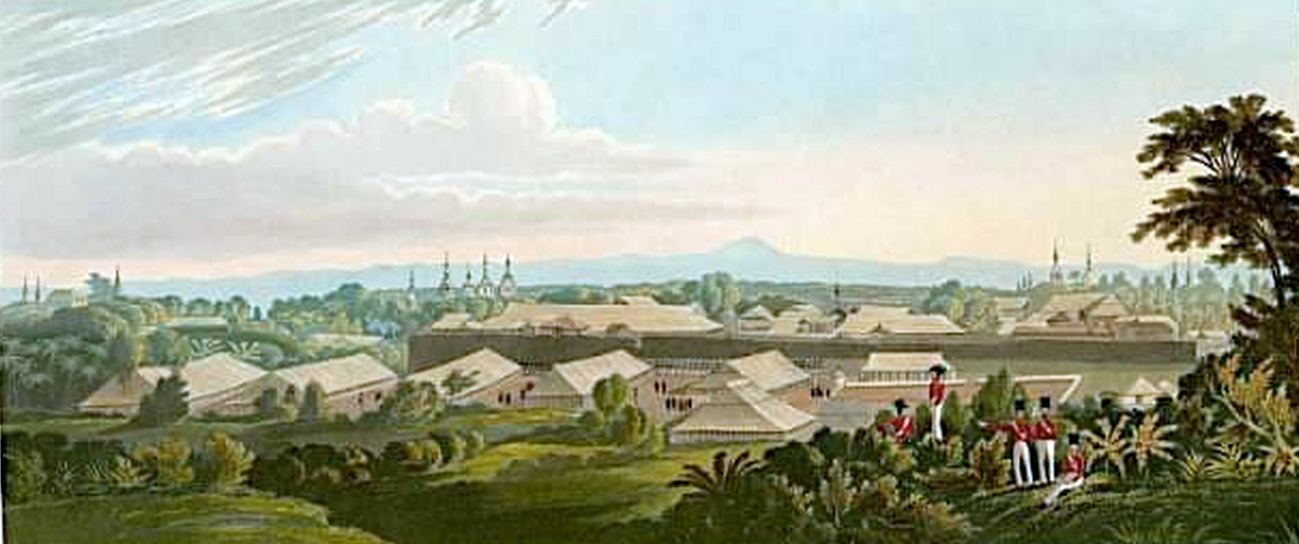
1834년 영국 점령 하의 므락우를 아주 잘 보여주는 삽화. 우리는 동쪽에서 바라보고 있으며, 그곳에서 개척자들(엔지니어 그룹)이 야영하고 있었다. 이 시기에 성벽으로 둘러싸인 궁전에는 여전히 건물이 있었다.

므락우는 동남아시아에서 가장 풍부한 고고학 유적지를 제공한다. 여기에는 돌 비문, 불상, 부처의 발자국, 그리고 나중에 건설된 꼭대기를 제거하면 고대 인도의 굽타 양식과 같은 디자인이 될 위대한 탑 자체가 포함된다. 황금 므락우 도시에는 사람들이 영적 생활에 큰 영향을 미치는 장소로 보존된 수많은 사원과 탑이 흩어져 있다.

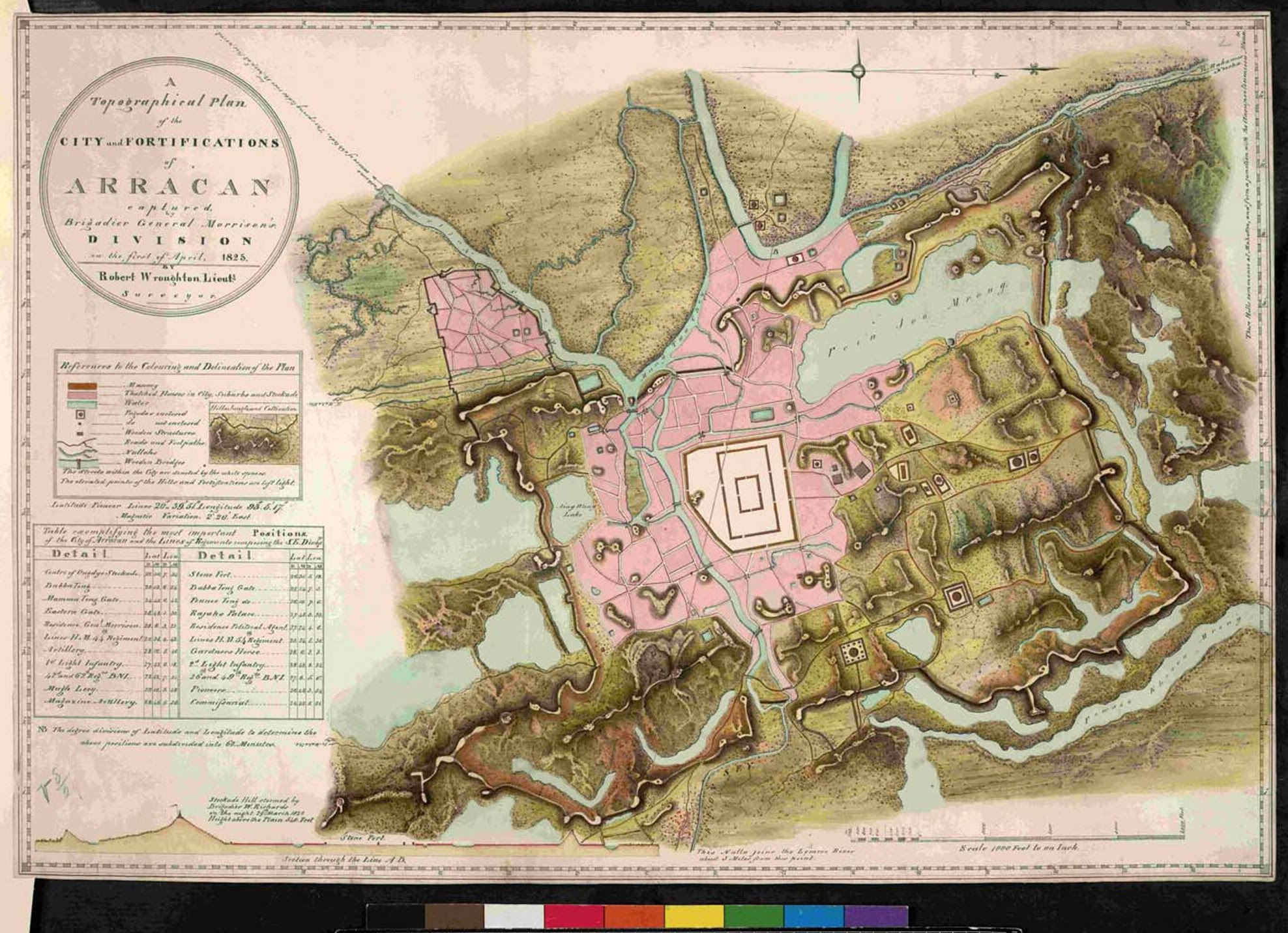
1825년 영국 육군 여단장 조셉 원턴 모리슨의 아라칸(아라칸) 므락우의 도시와 요새 지형도

영국 식민지 시대에 므락우는 "므로하웅" 또는 "묘하웅"으로 알려졌다. 이 지역은 제2차 세계 대전 후반기에 아라칸 전역 동안 전투가 벌어진 곳이었다.
2018년 1월 16일, 라카인 시위대는 므락우 왕국 해산 기념 행사에 대한 지역 당국의 금지령이 내려진 후 므락우의 정부 건물 근처에서 폭동을 일으켰다. 시위대가 정부 건물을 장악하려고 시도하자 경찰은 군중을 향해 실탄을 발사하여 7명이 사망하고 12명이 부상당했다.
2024년 2월 8일, 아라칸군은 도시 북동쪽의 경찰 대대 31을 습격한 후 미얀마군으로부터 도시를 점령했다.

## 무역
벵골만과 가까운 덕분에 므락우는 중요한 지역 무역 중심지로 발전했으며, 버마 내륙으로 통하는 뒷문이자 벵골만 동쪽 해안을 따라 있는 중요한 항구 역할을 했다. 미얀마의 아바에서 온 쌀, 상아, 코끼리, 나무 수액, 사슴 가죽, 그리고 벵골, 인도, 페르시아, 아라비아에서 온 면화, 노예, 말, 카우리, 향신료, 직물과 같은 상품의 환승점이 되었다. 페구, 나중에는 시리암과 함께 18세기까지 미얀마에서 가장 중요한 항구 중 하나였다.
이 도시는 포르투갈, 그리고 나중에는 네덜란드의 네덜란드 동인도 회사와 같은 비아시아 세력과도 무역했다. 네덜란드 동인도 회사(VOC)는 아라칸 왕을 섬기는 필리페 데 브리토 에 니코테와 같은 포르투갈 용병들의 충성심 부족으로 인해 포르투갈인들의 호감이 떨어진 후 1608년에 아라칸과 무역 관계를 맺었다. VOC는 1635년에 므락우에 영구적인 공장을 설립했으며, 1665년까지 아라칸에서 운영되었다.
전성기에 므락우는 갠지스강 기슭에서 에야와디강 서쪽 끝까지 뻗어 있는 왕국의 중심지였다. 대중적인 아라칸 전설에 따르면, 다카와 치타공을 포함하여 므락우가 통치했던 현대 방글라데시의 절반 정도를 차지하는 12개의 '갠지스 도시'가 있었다. 그 기간 동안 왕들은 아라칸어, 쿠픽 문자, 벵골어로 새겨진 동전을 주조했다.
므락우에 대한 역사적 묘사의 대부분은 1630년부터 1635년까지 므락우에 거주했던 포르투갈 아우구스티노회 수도사인 세바스티안 만리케 신부의 기록에서 가져온 것이다.

## 종교
므락우와 그 왕국이 번성하면서 왕, 대신, 농민들은 신앙심을 반영하기 위해 도시 주변에 많은 파고다와 사원을 건설했다. 따라서 므락우는 미얀마 중부 도시인 바간 다음으로 풍부한 사원과 파고다 컬렉션을 보유하고 있다. 므락우 사원의 대부분은 바간의 진흙과 점토 벽돌과는 달리 다듬어진 돌 벽돌로 지어졌다.
므락우에서 가장 주목할 만한 사원은 쉬테따웅 사원(8만 불상 사원 또는 승리의 사원), 흐투칸테인 사원(투칸 수도원), 코타웅 사원(9만 불상 사원), 파이브 만 파고다이다.
2017년, 국제 위원회는 미얀마에 므락우를 유네스코 세계 문화유산으로 추천할 것을 촉구했다. 이 제안은 코피 아난의 지지를 받고 있으며, 고고학자들은 현재 추천 준비를 위해 도시의 많은 유적지를 목록화하고 보호하고 있다.

### 사원
다음은 도시 안팎에서 유명하고 주목할 만한 종교 건물들이다.
- 쉬테따웅 사원
- 흐투칸테인 사원
- 코타웅 사원
- 안다우테인 수도원
- 레메나 사원
- 라타나폰
- 파이브 만 파고다
  - 밍갈라 만 아웅 파고다
  - 라타나 만 아웅 파고다
  - 사캬 만 아웅 파고다
  - 로카 만 아웅 파고다
  - 지나 만 아웅 파고다
- 산다 무니 사원
- 반둘라 짜웅 수도원

므락우는 주로 불교 유적지이지만, 다른 종교의 종교 건물도 몇 군데 있다. 가장 주목할 만한 것은 민 소 몬 통치 기간 동안 도시 남동쪽에 지어진 오래된 신드히칸 모스크이다. 만리케 신부는 또한 로마 가톨릭 교회와 소수의 개종자 및 외국 태생의 가톨릭 신자(쇼군 도쿠가와 이에야스의 박해로 인해 일본에서 강제로 쫓겨난 로닌 포함)의 존재를 언급한다.

## 쌀 생산
므락우 주변 지역은 에야와디 삼각주에 이어 미얀마에서 두 번째로 많은 쌀 생산량을 자랑한다.

## 관광
오늘날 므락우는 주요 고고학 및 관광 목적지이다. 주요 볼거리는 도시 주변의 사원과 유적지이다. 본궁의 유적은 대략 도시의 중심부를 형성한다.
관광객이 므락우로 가는 가장 인기 있는 방법은 양곤에서 시트웨까지 국내선을 타고 칼라단 강을 거슬러 시트웨에서 배를 타는 것이다. 므락우의 호텔에서는 시트웨에서 출발하고 도착하는 개인 보트 서비스도 제공한다.

## 기반 시설
관광지임에도 불구하고 므락우의 대부분은 매우 기본적인 기반 시설을 갖추고 있다. 읍 병원, 기초 교육 고등학교, 시장이 있다. 라카인주의 대부분과 미얀마 전역과 마찬가지로 므락우에는 24시간 전기 공급이 된다.

## 갤러리

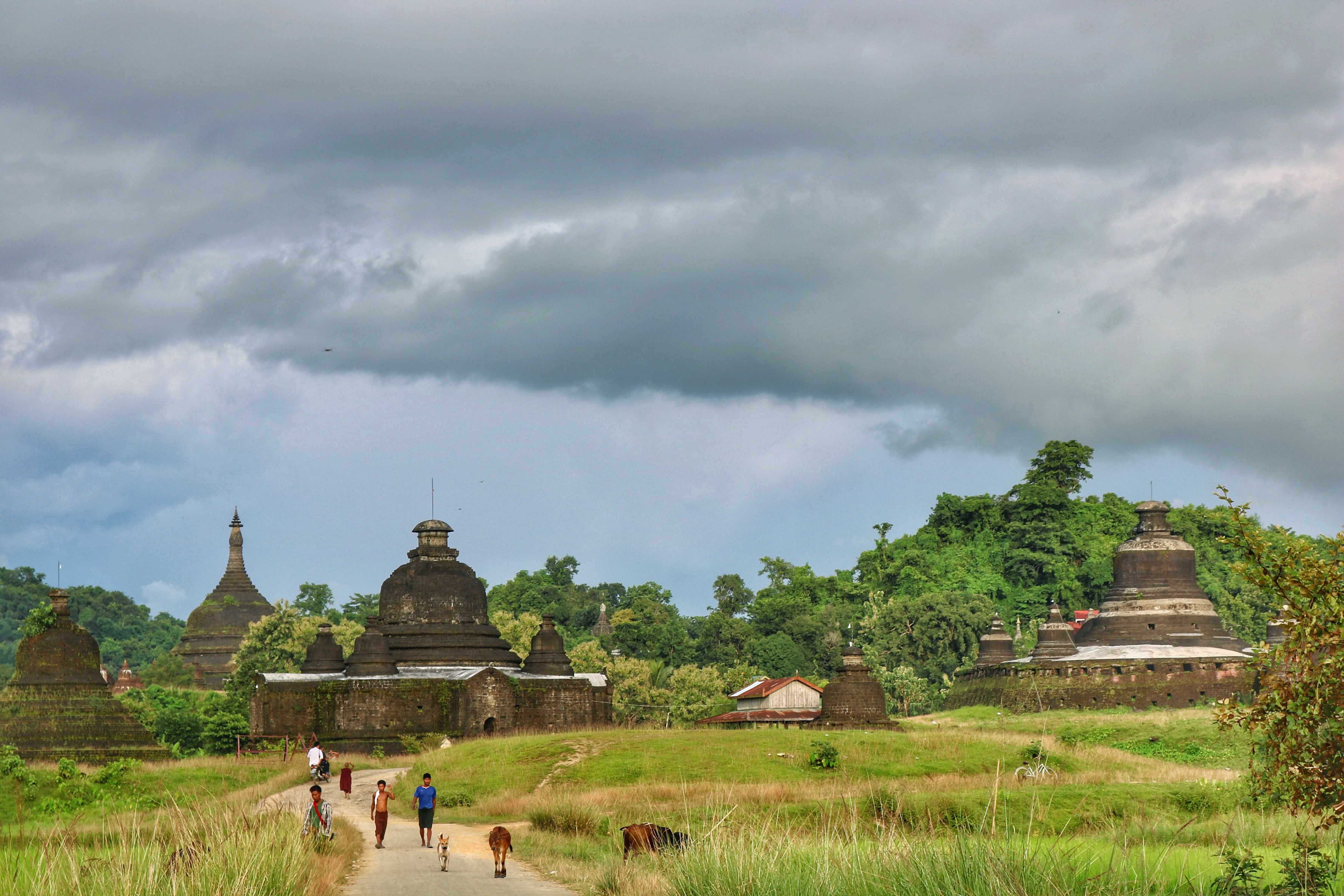
므락우 풍경
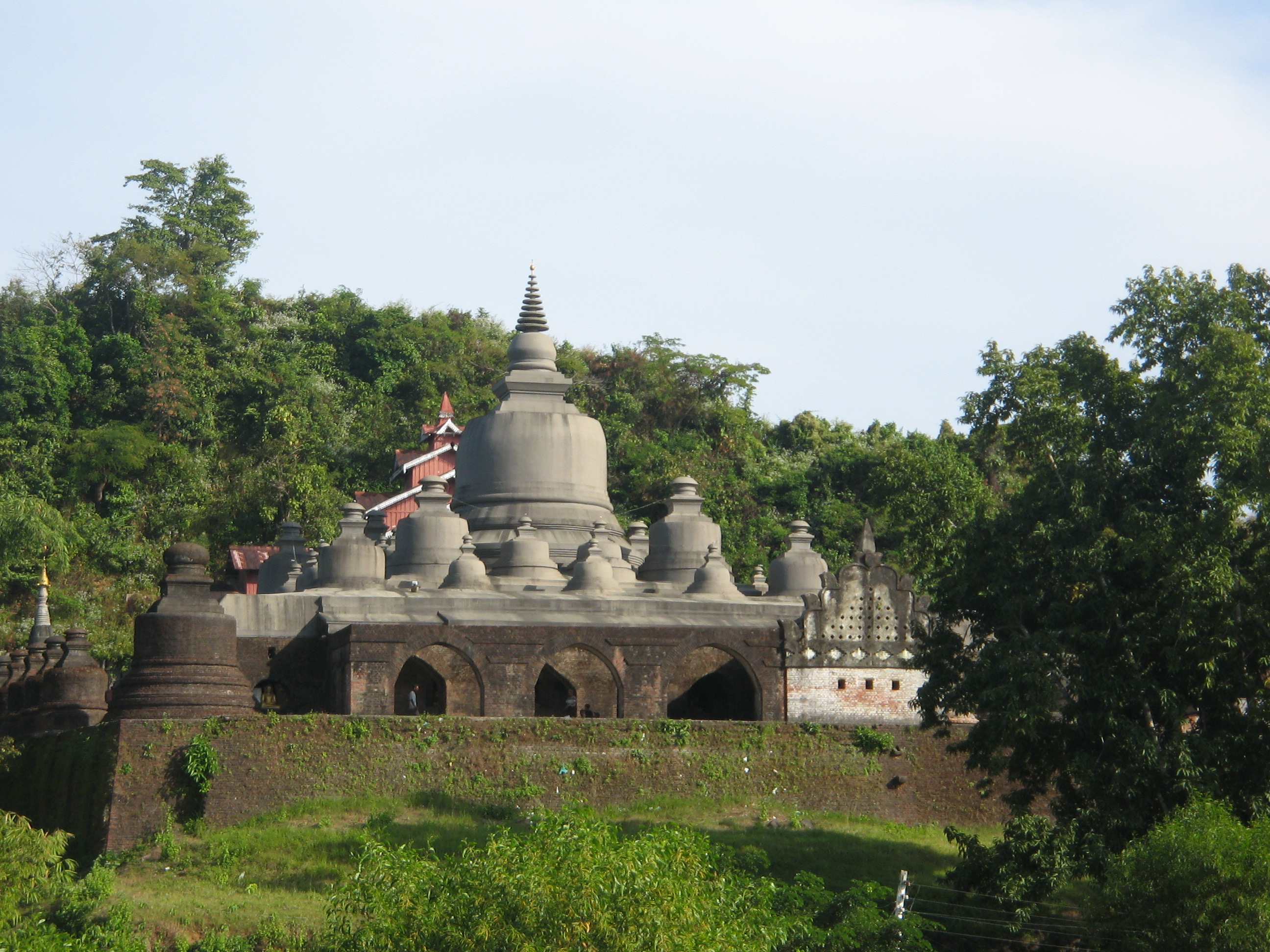
쉬테따웅 사원
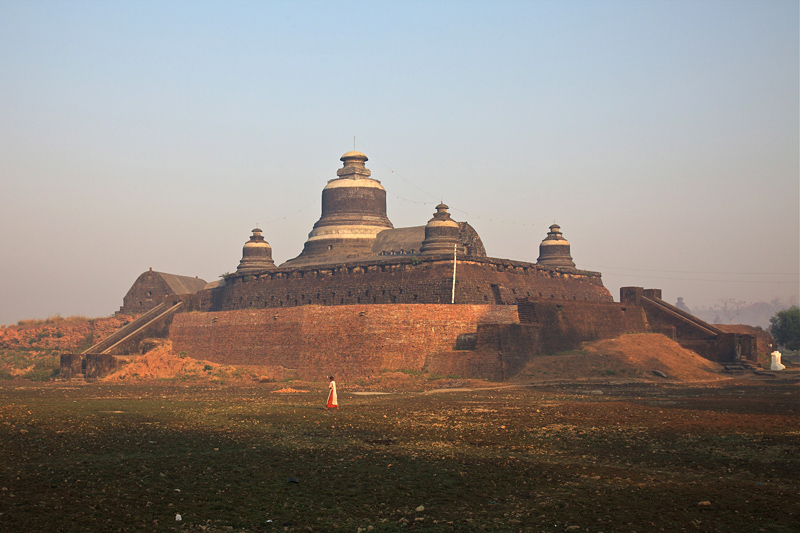
흐투칸테인 사원
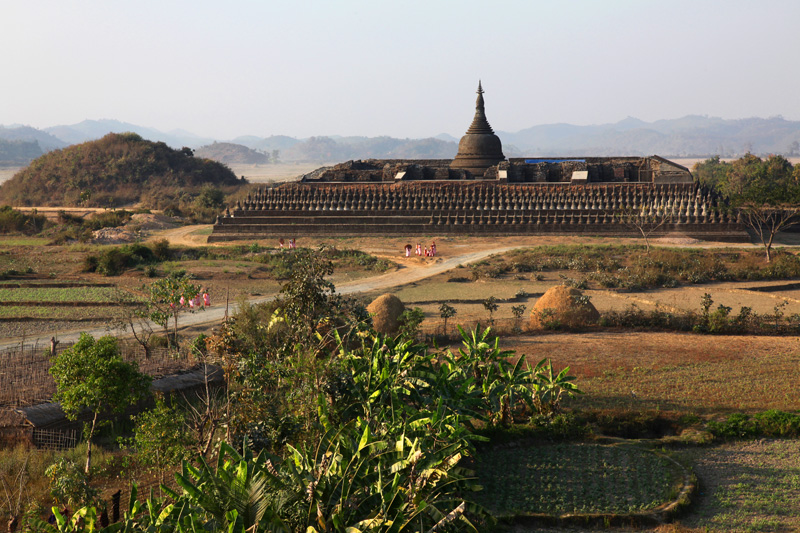
코타웅 사원
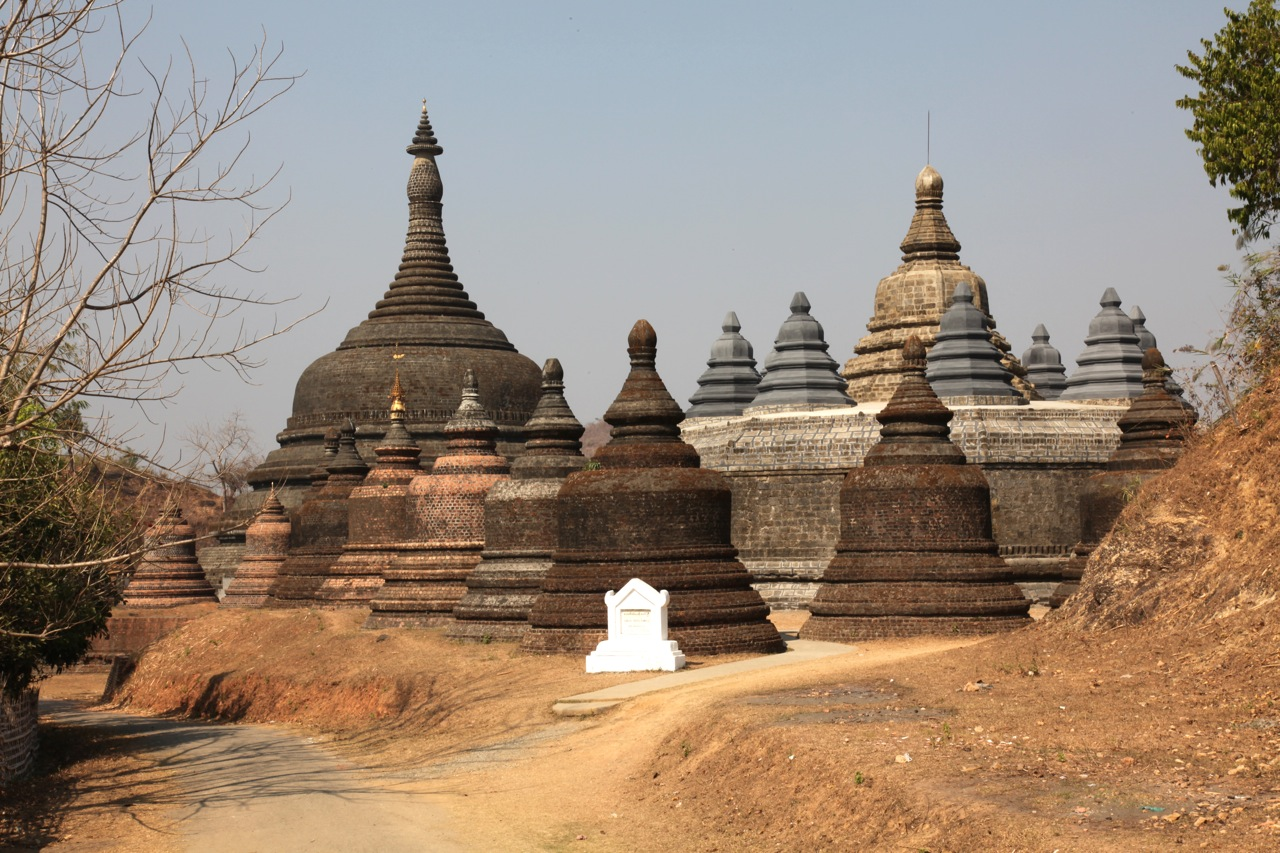
안다우테인 수도원
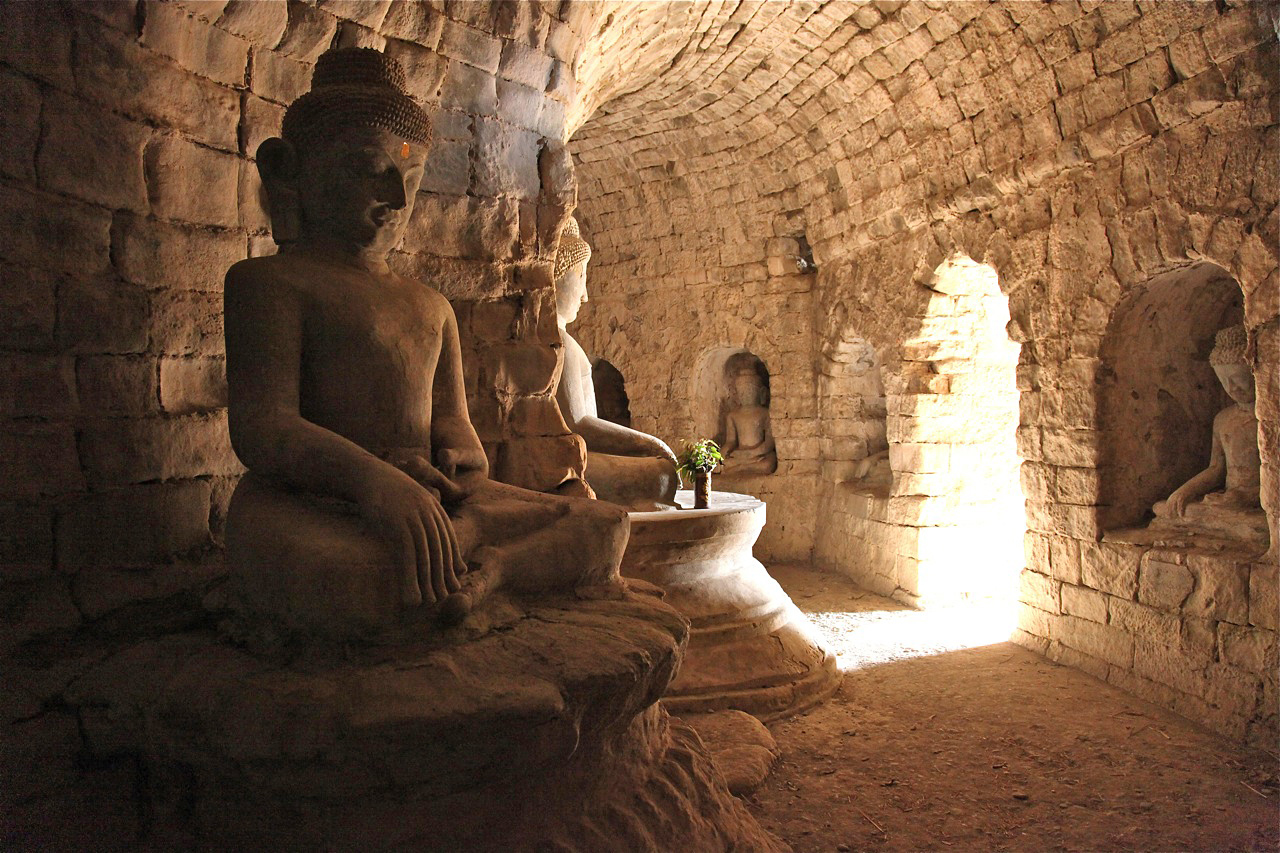
레메나 사원
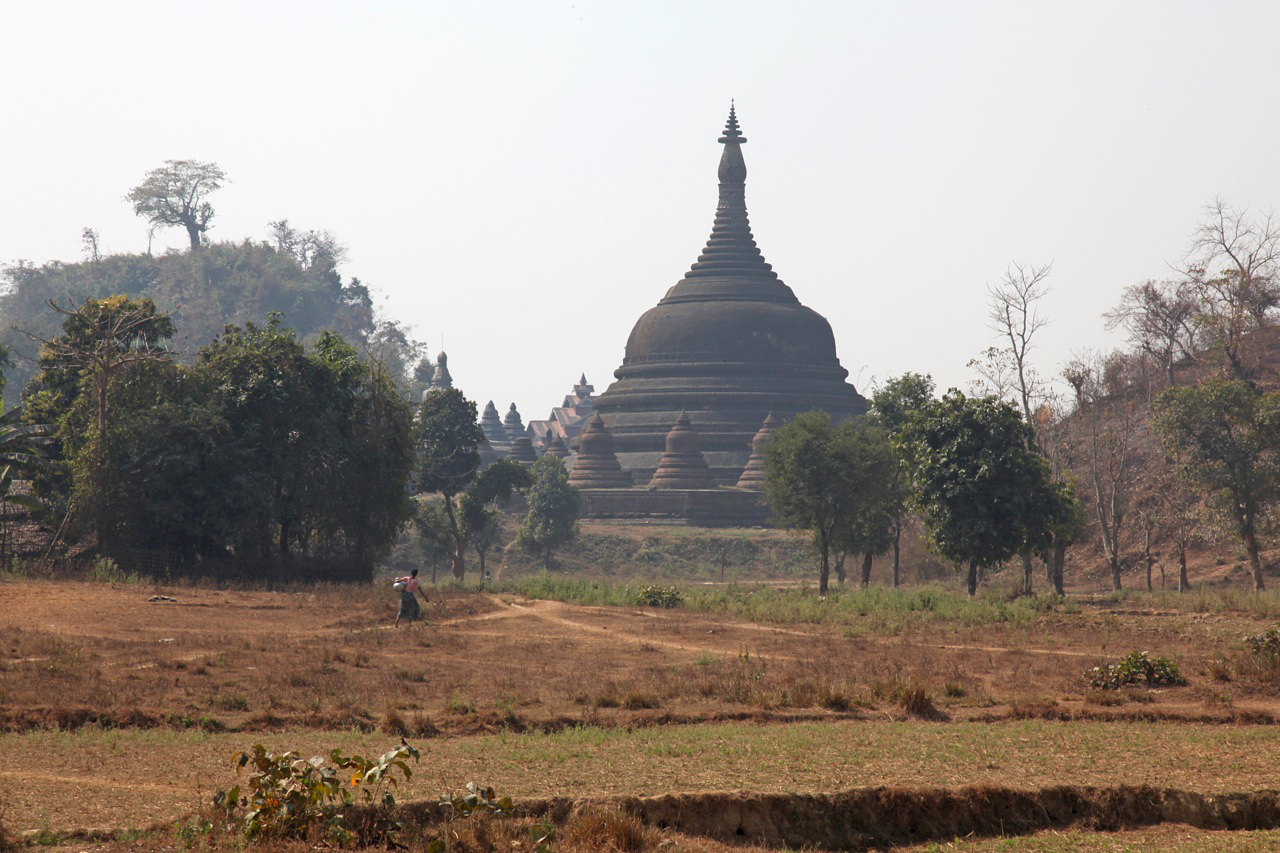
라타나폰
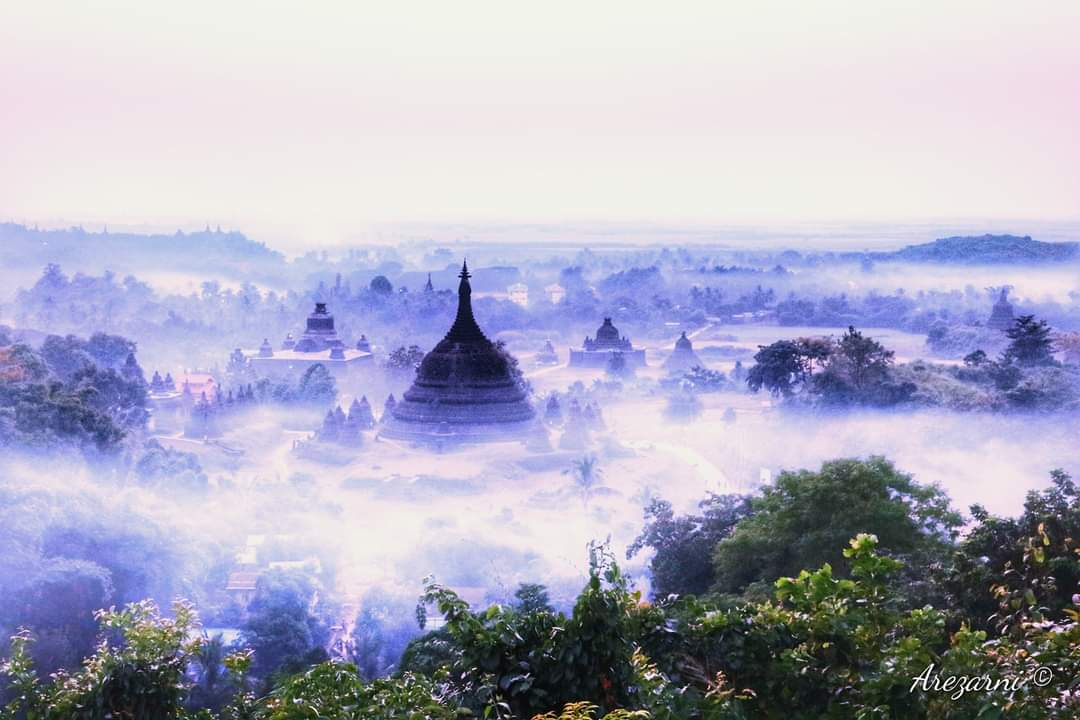
므락우의 고대 사원 주변의 안개 자욱한 저녁 풍경
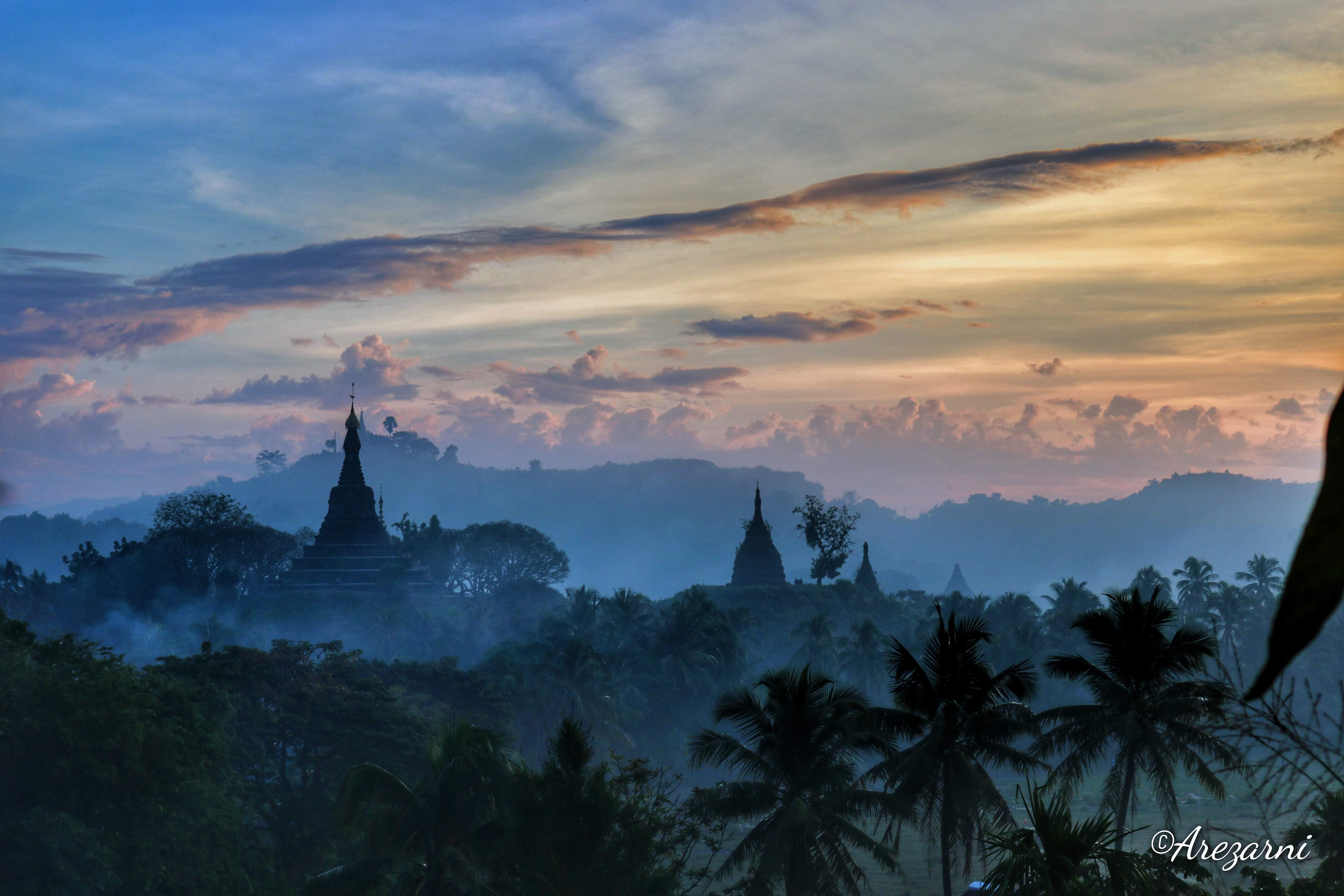
이른 새벽의 므락우의 지나 만아웅 제디와 판티 타웅 파고다의 모습
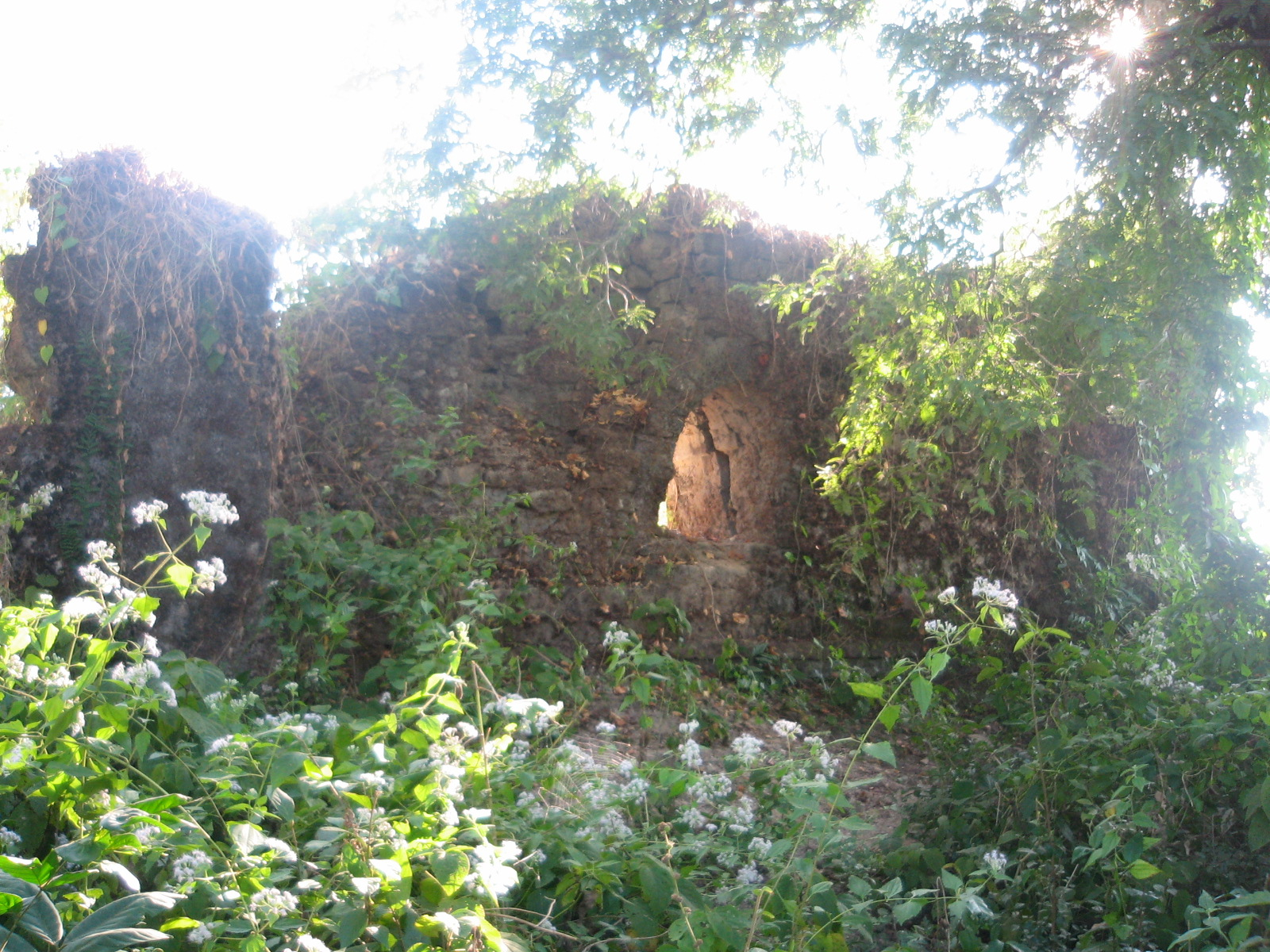
포르투갈 무역 사무소의 폐허

## 같이 보기
- 다냐와디
- 웨이탈리

## 내용주
1. ↑  틀:MYname, 버마어 발음: [mjaʊʔ ú mjo̰]; 므라욱우 또는 므라우크오라고도 표기하며, 이전에는 므로하웅 또는 묘후앙이라고도 불렸다.

## 참고 문헌
- 모리스 콜리스의 위대한 이미지의 땅 – 아라칸에서 만리케 신부의 경험. ISBN 978-1406789867
- 파멜라 거트만 (2001) 버마의 잃어버린 왕국: 아라칸의 화려함. 방콕: 오키드 프레스, ISBN 978-0834804869